# Liste de films jamaïcains
Ci-dessous une liste de films produits en Jamaïque. Ces films sont classés par ordre alphabétique.

## Liste
- Countryman (1982)
- Dancehall Queen (1997)
- Glory to Gloriana (2006)
- It's All About Dancing: A Jamaican Dance-U-Mentary (2006)
- Kingston Paradise (2013)
- No Place Like Home (2006)
- One Love (2003)
- Out the Gate (2011)
- Rockers (1978)
- Shottas (2002)
- Smile Orange (1976)
- Sprinter (2018)
- Third World Cop (1999)
- Tout, tout de suite (1972)